# Bettrather Straße 55 (Mönchengladbach)

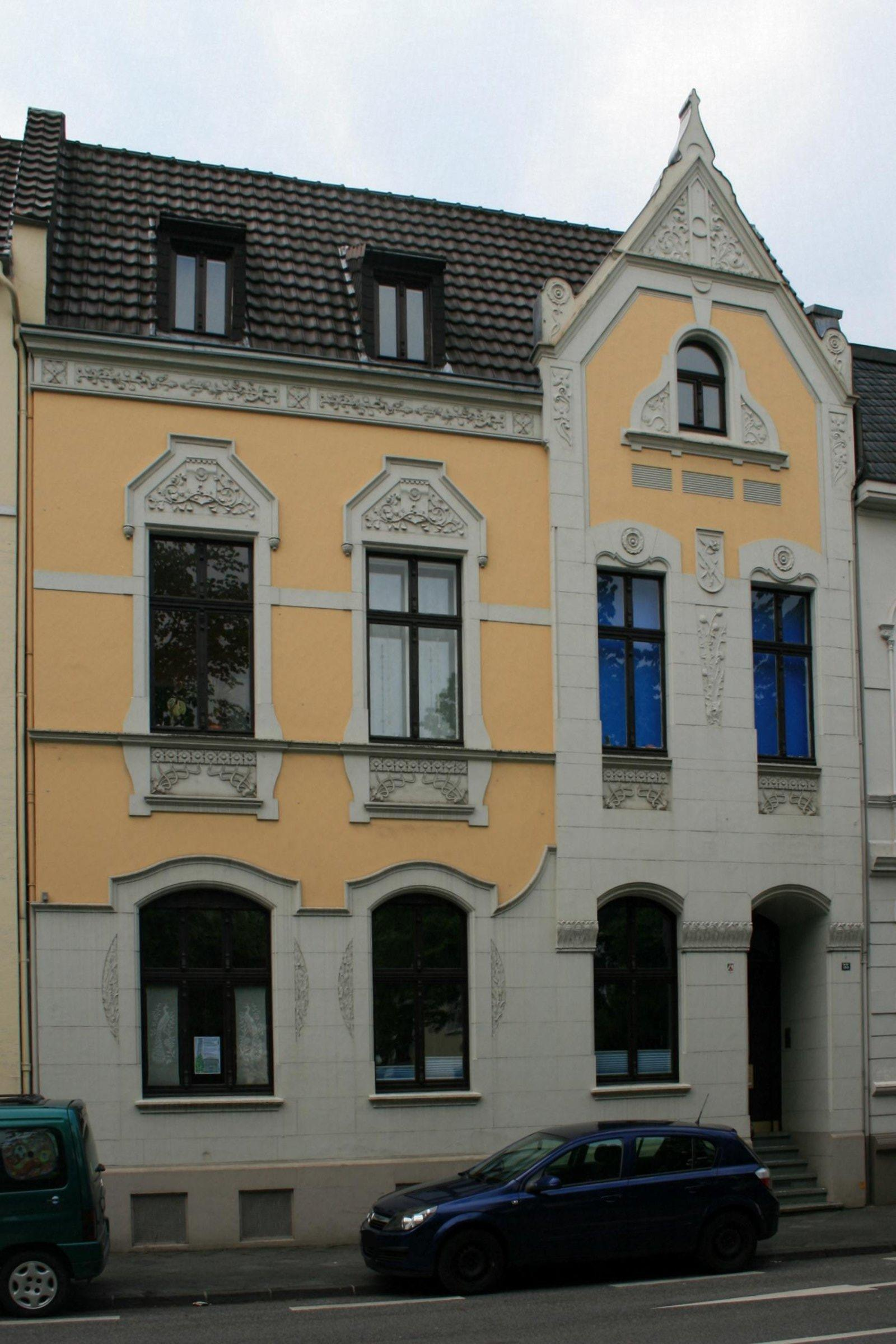
Wohnhaus (2010)

Das Wohnhaus Bettrather Straße 55 befindet sich in Mönchengladbach (Nordrhein-Westfalen).
Das Haus wurde um 1900 erbaut. Es ist unter Nr. B 004 am 4. Dezember 1984 in die Denkmalliste der Stadt Mönchengladbach eingetragen worden.

## Architektur
Es handelt sich um ein zweigeschossiges Mehrfamilienwohnhaus mit Mansarddach. Die Fassade ist durch eine natursteinimitierte Sockelgeschossverkleidung sowie durch einen rechtsseitigen Ziergiebel mit Seitenrisalit geprägt. Über einem glatt verputzten Sockel des Kellergeschosses mit vier Fenstern wird die Fassade des dreifenstrigen Erdgeschosses gestaltet mit rechtsseitigem Hauseingang und Seitenrisalit. Das ausgebaute Mansarddach hat zwei zierliche Dachgauben mit zweiteiligen Fenstern. Die Holzfenster der Obergeschosse sind original erhalten mit Bleiverglasung und farbigem Glas im Oberlichtfenster.